# Stazione di Pian di Mugnone
Stazione di Pian di Mugnone vasútállomás Olaszországban, Fiesole település Pian di Mugnone frazionéjában.

## Vasútvonalak
Az állomást az alábbi vasútvonalak érintik:
- Firenze–Faenza-vasútvonal

## Kapcsolódó állomások
A vasútállomáshoz az alábbi állomások vannak a legközelebb:
- Stazione di Fiesole-Caldine
- Stazione di Il Cionfo (2012–)
- Stazione di Salviati (–2012)